# Ivar Lo-Johansson
Ivar Lo-Johansson właściwie Karl Ivar Loe (ur. 23 lutego 1901 w Ösmo, zm. 11 kwietnia 1990 w Sztokholmie) – szwedzki pisarz, literat i publicysta. Laureat między innymi Nagrody literackiej Rady Nordyckiej z 1979 roku. Przedstawiciel tzw. szkoły fornalskiej (nurtu proletariackiego).

## Życiorys
Lo-Johansson był synem Johana Gottfrida Janssona i jego żony Anny Lovisy Andersson. Od wczesnej młodości chciał zostać pisarzem, jednak jako syn fornala wiedzę zdobywał samodzielnie. Zanim stał się pisarzem wykonywał przeróżne zawody. Pracował między innymi jako robotnik rolny, leśny, budowlany, listonosz, dozorca i dziennikarz.
W latach dwudziestych przeniósł się do Sztokholmu, a w 1925 roku odbył podróż po Europie. Po powrocie Lo-Johansson stał się zaangażowanym socjalistą oraz zadebiutował jako pisarz (1927).
W latach trzydziestych stał się jednym z najbardziej znanych pisarzy proletariackich w Szwecji.
Jego twórczość – szczególnie ta wcześniejsza – zdominowana była przez problematykę społeczną. W latach pięćdziesiątych napisał kilka książek opartych na motywach autobiograficznych, które opisywały szwedzką wieś pierwszej połowy XX wieku.
W swoich powieściach, opowiadaniach i artykułach dziennikarskich przedstawiał sytuację szwedzkich chłopów i pracowników ziemskich. Wywoływał wiele kontrowersji swoimi artykułami o starych emerytach, Cyganach i innych nieuprzywilejowanych grupach społecznych.
Jednak najbardziej Lo-Johansson zasłynął z barwnych wspomnień szwedzkich związków zawodowych oraz kręgów literackich lat dwudziestych, trzydziestych oraz czterdziestych XX wieku. Przez całe życie nieprzerwanie podkreślał, że literatura powinna opisywać świat z pozycji przegranego.
Dzięki sugestywnym sposobom opisywania ciężkiej pracy fizycznej, doświadczanej samotności, jak również tęsknoty za spełnieniem pragnień erotycznych, Lo-Johansson stał się ważnym źródłem inspiracji dla wielu późniejszych pisarzy wywodzących się z klasy robotniczej. Z powodu podejmowanych tematów był okrzykiwany zarówno pisarzem monumentalnym, jak i skandalistą.
W latach 50. przez kilka lat był związany z pisarką Sarą Lidman.
Po śmierci pisarza w 1990 roku, zgodnie z instrukcjami jakich udzielił we własnym testamencie, ustanowiono literacką nagrodę jego imienia (szw. Ivar Lo-Johanssons personliga pris).
Lo-Johansson spoczywa na cmentarzu Skogskyrkogården w Sztokholmie.

## Lista dzieł (wybór)
W nawiasie podano tytuł oryginalny utworu i rok pierwszego wydania szwedzkiego.
- Vagabondliv i Frankrike (1927)
- Kolet i våld. (1928)
- Ett lag historier (1928)
- Nederstigen i dödsriket (1929)
- Zigenare (1929)
- Mina städers ansikten (1930)
- Jag tvivlar på idrotten (1931)
- Måna är död (1932)
- Godnatt, jord (1933)
- Kungsgatan (1935)
- Statarna (1936-37)
- Jordproletärerna (1941)
- Rya-Rya (Bara en mor, 1939), Wydawnictwo Poznańskie, Poznań, 1968
- Traktorn (1943)
- Geniet (1947)
- Człowiek bez nazwiska  (Analfabeten, 1951), tłumaczenie polskie Grażyna Szewczyk, Ewa Teodorwicz, Wydawnictwo Poznańskie, Poznań, 1974
- Domokrążca (Gårdfarihandlaren, 1953), tłumaczenie polskie Grażyna Szewczyk, Ewa Teodorwicz, Wydawnictwo Poznańskie, Poznań, 1980, ISBN 83-210-0089-4.
- Stockholmaren (1954)
- Journalisten (1956)
- Författaren (1957)
- Socialisten (1958)
- Soldaten (1959)
- Proletärförfattaren (1960)
- Lyckan (1962)
- Astronomens hus (1966)
- Elektra. Kvinna år 2070 (1967)
- Passionerna (1968)
- Martyrerna (1968)
- Girigbukarna (1969)
- Karriäristerna (1969)
- Vällustingarna (1970)
- Lögnhalsarna (1971)
- Vishetslärarna (1972)
- Ordets makt (1973)
- Lastbara berättelser (1974)
- Pubertet (1978)
- Asfalt (1979)
- Tröskeln (1982)
- Frihet (1985)
- Till en författare (1988)
- Skriva för livet (1989)
- Blå Jungfrun (1990)
- Tisteldalen (1990)

## Adaptacje filmowe
Na podstawie dwóch książek Lo-Johanssona napisano scenariusze do następujących filmów:
- Kungsgatan, 1943
- Tylko matka (Bara en Mor), 1949

## Nagrody i wyróżnienia
- BMF-plaketten Din bok – vårt val 1952
- Nagroda Doblouga 1953
- Litteraturfrämjandets stora pris 1953
- Doctor honoris causa Uniwersytetu w Uppsali 1964
- Nagroda Doblouga 1973
- Nagroda literacka Rady Nordyckiej 1979 (za autobiograficzną powieść Pubertet)
- Hedenvind-plaketten 1982
- Ivar Lo-priset 1986